# اپی‌آندروسترون
اپی‌آندروسترون (به انگلیسی: Epiandrosterone) یا ایزوآندروسترون (به انگلیسی: isoandrosterone)، یک استروئید آنابولیک با اثرات آندروژنیکی ضعیف است. این ترکیب نخستین بار در سال ۱۹۳۱ میلادی توسط آدولف بوتنانت و کُرت چرنینگ از متابولیت کردن تستوسترون و دی‌هیدروتستوسترون استحصال گردید.